# Élections législatives de 1968 dans la Haute-Marne
Les élections législatives françaises de 1968 se déroulent le 23 juin 1968. Dans le département de la Haute-Marne, deux députés sont à élire dans le cadre de deux circonscriptions.

## Élus
| Circonscription | Député sortant | Parti | Parti | Député élu ou réélu | Parti | Parti |
| --------------- | -------------- | ----- | ----- | ------------------- | ----- | ----- |
| 1re             | Jean Favre     |       | UDR   | Jean Favre          |       | UDR   |
| 2e              | Jacques Delong |       | UDR   | Jacques Delong      |       | UDR   |

## Résultats

### Résultats à l'échelle du département
|                | Union pour la défense de la République          | 52 761  | 55,54  | 2 |  |  |
|                | Union des républicains de progrès               | 52 761  | 55,54  | 2 |  |  |
|                |                                                 |         |        |   |  |  |
|                | Parti radical                                   | 9 894   | 10,42  | 0 |  |  |
|                | Section française de l'Internationale ouvrière  | 5 087   | 5,35   | 0 |  |  |
|                | Fédération de la gauche démocrate et socialiste | 14 981  | 15,77  | 0 |  |  |
|                |                                                 |         |        |   |  |  |
|                | Parti communiste français                       | 15 294  | 16,10  | 0 |  |  |
|                | Progrès et démocratie moderne                   | 10 058  | 10,59  | 0 |  |  |
|                | Parti socialiste unifié                         | 1 902   | 2,00   | 0 |  |  |
|                |                                                 |         |        |   |  |  |
| Inscrits       | Inscrits                                        | 120 297 | 100,00 | 2 |  |  |
| Abstentions    | Abstentions                                     | 23 441  | 19,49  |   |  |  |
| Votants        | Votants                                         | 96 856  | 80,51  |   |  |  |
| Blancs et nuls | Blancs et nuls                                  | 1 860   | 1,92   |   |  |  |
| Exprimés       | Exprimés                                        | 94 996  | 98,08  |   |  |  |

### Résultats par circonscription

#### Première circonscription (Chaumont)
|                | Jean Favre sortant réélu | UDR (URP)      | 29 445 | 56,79  |  |  |  |
|                | Robert Genest            | FGDS (Radical) | 9 894  | 19,08  |  |  |  |
|                | Guy Sulter               | CD (PDM)       | 5 864  | 11,31  |  |  |  |
|                | René Formet              | PCF            | 4 741  | 9,14   |  |  |  |
|                | Bernard Weidmann         | PSU            | 1 902  | 3,67   |  |  |  |
|                |                          |                |        |        |  |  |  |
| Inscrits       | Inscrits                 | Inscrits       | 65 331 | 100,00 |  |  |  |
| Abstentions    | Abstentions              | Abstentions    | 12 385 | 18,96  |  |  |  |
| Votants        | Votants                  | Votants        | 52 946 | 81,04  |  |  |  |
| Blancs et nuls | Blancs et nuls           | Blancs et nuls | 1 100  | 2,08   |  |  |  |
| Exprimés       | Exprimés                 | Exprimés       | 51 846 | 97,92  |  |  |  |

#### Deuxième circonscription (Saint-Dizier)
|                | Jacques Delong sortant réélu | UDR (URP)      | 23 316 | 54,03  |  |  |  |
|                | Marius Cartier               | PCF            | 10 553 | 24,46  |  |  |  |
|                | Guy Chanfrault               | FGDS (SFIO)    | 5 087  | 11,79  |  |  |  |
|                | Bernard Collin               | CD (PDM)       | 4 194  | 9,72   |  |  |  |
|                |                              |                |        |        |  |  |  |
| Inscrits       | Inscrits                     | Inscrits       | 54 966 | 100,00 |  |  |  |
| Abstentions    | Abstentions                  | Abstentions    | 11 056 | 20,11  |  |  |  |
| Votants        | Votants                      | Votants        | 43 910 | 79,89  |  |  |  |
| Blancs et nuls | Blancs et nuls               | Blancs et nuls | 760    | 1,73   |  |  |  |
| Exprimés       | Exprimés                     | Exprimés       | 43 150 | 98,27  |  |  |  |